# ランデヴー・イン・ニューヨーク
『ランデヴー・イン・ニューヨーク』（Rendezvous in New York）は、チック・コリアが2001年12月に録音し、2003年に発表したライブ・アルバム。日本で先行発売された。

## 背景
コリアは2001年12月、ニューヨークの「ブルーノート」において約3週間にわたり、9種類の異なる編成で各々2日ずつ公演を行い、本作は一連の公演のダイジェストに当たる。実際のステージには、本作でクレジットされているミュージシャンの他にもベラ・フレック、ジョージ・ベンソン、ダイアン・リーヴス、ゲイル・モランも飛び入りで参加したという。なお、2004年2月6日には、個々の編成による公演をDVD1枚ずつに収録した9枚組ボックス・セット『ランデヴー・イン・ニューヨーク』が日本で限定発売され、2005年にはアメリカにおいて、さらにドキュメンタリー映像を含むボーナス・ディスク「Rendezvous in New York - The Movie」を追加した10枚組DVDも発売された。
「チック・コリア&オリジン」のメンバーであるスティーヴ・ウィルソンとティム・ガーランドは、本作に収録された「アルマンドズ・タンゴ」では、本来の担当とは異なる楽器（ウィルソンはクラリネット、ガーランドはバスクラリネット）を、それぞれ演奏した。

## 反響・評価
アメリカでは『ビルボード』のジャズ・アルバム・チャートで17位に達した。第46回グラミー賞では、収録曲「マトリックス」が最優秀ジャズ・インストゥルメンタル・ソロ賞を受賞し、本作は最優秀ジャズ・インストゥルメンタル・アルバム賞、収録曲「アルマンドズ・ルンバ」は最優秀インストゥルメンタル編曲（ボーカルあり）賞にノミネートされた。
Ken Drydenはオールミュージックにおいて5点満点中4点を付け「コリアのファンが、この多彩なライブ音源のコンピレーションに失望することはあり得なく、さらに言えば、彼の膨大な作品を未体験の向きにとっては、絶好の入門編である」と評している。また、John Fordhamは2003年7月18日付の『ガーディアン』紙で5点満点中4点を付け、ゴンサロ・ルバルカバとのピアノ・デュオによる「アランフェス協奏曲〜スペイン」のメドレーを聴き所として挙げ「閃きに満ちた絡み合い、パーカッシヴなラテン音楽の和声、思慮を伴う激しさ、それに歓喜のスウィングを内包した、どんちゃん騒ぎとなっている」と評している。

## 収録曲
特記なき楽曲はチック・コリア作。

### ディスク1
チック・コリア&ボビー・マクファーリン
1. アルマンドズ・ルンバ - "Armando' Rhumba" - 4:58
2. ブルー・モンク - "Blue Monk" (Thelonious Monk) - 5:34
3. アランフェス協奏曲〜スペイン - "Concierto de Aranjuez/Spain" (Joaquín Rodrigo, Chick Corea) - 8:14

"ナウ・ヒー・シングス、ナウ・ヒー・ソブズ"トリオ
1. マトリックス - "Matrix" - 10:47

リメンバリング・バド・パウエル・バンド
1. グラス・エンクロージャー/テンパス・フュジット - "Glass Enclosure/Temps Fugit" (Bud Powell) - 16:10

チック・コリア&ゲイリー・バートン
1. クリスタル・サイレンス - "Crystal Silence" - 10:01

チック・コリア・アコースティック・バンド
1. ベッシーズ・ブルース - "Bessie's Blues" (John Coltrane) - 8:37

### ディスク2
チック・コリア・アコースティック・バンド
1. 枯葉 - "Autumn Leaves" (Joseph Kosma, Johnny Mercer, Jacques Prévert) - 11:35

チック・コリア&オリジン
1. アルマンドズ・タンゴ - "Armando's Tango" - 12:10

チック・コリア&ゴンサロ・ルバルカバ
1. アランフェス協奏曲〜スペイン - "Concierto de Aranjuez/Spain" (J. Rodrigo, C. Corea) - 13:25

チック・コリア・ニュー・トリオ
1. ライフライン - "Lifeline" - 12:02

スリー・カルテッツ・バンド
1. カルテット#2、パート1 - "Quartet N° 2 Part I" - 11:43

#### 日本盤ボーナス・トラック
チャカ・カーン with チック・コリア・ニュー・トリオ
1. ハイ・ワイアー - "High Wire" (C. Corea, Tony Cohan) - 3:53

## 参加ミュージシャン
- チック・コリア - ピアノ
- ボビー・マクファーリン - ボーカル(on Disc 1 - #1, #2, #3)
- ミロスラフ・ヴィトウス - ベース(on Disc 1 - #4)
- ロイ・ヘインズ - ドラムス(on Disc 1 - #4, #5)
- テレンス・ブランチャード - トランペット(on Disc 1 - #5)
- ジョシュア・レッドマン - テナー・サクソフォーン(on Disc 1 - #5)
- クリスチャン・マクブライド - ベース(on Disc 1 - #5)
- ゲイリー・バートン - ヴィブラフォン(on Disc 1 - #6)
- ジョン・パティトゥッチ - ベース(on Disc 1 - #7, Disc 2 - #1)
- デイヴ・ウェックル - ドラムス(on Disc 1 - #7, Disc 2 - #1)
- スティーヴ・ウィルソン - クラリネット(on Disc 2 - #2)
- ティム・ガーランド - バスクラリネット(on Disc 2 - #2)
- スティーヴ・デイヴィス - トロンボーン(on Disc 2 - #2)
- アヴィシャイ・コーエン - ベース(on Disc 2 - #2, #4, #6)
- ジェフ・バラード - ドラムス(on Disc 2 - #2, #4, #6)
- ゴンサロ・ルバルカバ - ピアノ(on Disc 2 - #3)
- マイケル・ブレッカー - テナー・サクソフォーン(on Disc 2 - #5)
- エディ・ゴメス - ベース(on Disc 2 - #5)
- スティーヴ・ガッド - ドラムス(on Disc 2 - #5)
- チャカ・カーン - ボーカル(on Disc 2 - #6)